# Zebibyte
O zebibyte (contração do inglês zetta binary byte) é uma unidade do Sistema Internacional para designar 270 bytes de informação ou de armazenamento computacional. A sua abreviatura é ZiB.
- 1 zebibyte = 270 bytes = 1 180 591 620 717 411 303 424 bytes = 1024 exbibytes

O zebibyte está muito relacionado com o zettabyte, que pode ser um sinónimo — embora incorreto — para zebibyte, ou uma referência para 1021 bytes = 1 000 000 000 000 000 000 000 bytes, dependendo do contexto (ver prefixo binário).